# Głos Gazeta Powiatowa
Głos Gazeta Powiatowa – lokalny dwutygodnik informujący o wydarzeniach dotyczących Kraśnika oraz powiatów: kraśnickiego i opolskiego. Gazeta wydawana jest od 1 sierpnia 1990 roku. Do 1998 r. nosiła tytuł "Głos Ziemi Kraśnickiej", zmieniony w 1999 na "Głos Kraśnicki". Obecną nazwę nosi od września 2005 r. Dwutygodnik wydaje prywatna spółka GŁOS.